# 必須過動
必須過動是台灣公共電視在2018年推出的詩選電視劇《你的孩子不是你的孩子》的第五單元，改編自吳曉樂的作品《你的孩子不是你的孩子》中的必須過動，由陳慧翎導演，葉全真和吳兆絃主演。故事架構於以成績決定工作與生活品質的反烏托邦世界中，描述一名囿於升學主義的母親不顧孩子心中的矛盾與衝突，執意要求孩子假扮為注意力不足/過動症患者，以換取醫師的診斷，進而藉此躲避鑑定考試，避免拿到不佳的考試成績。劇集獲選為2018年金馬奇幻影展特別放映單元，之後連同其它四個單元，在2018年8月5日播出。

## 製作
必須過動改編自散文中的必須過動一章。編劇統籌夏康真表示，必須過動最初有兩個版本，分別是沒有採用的「暗黑版」與後來被採用的「科幻版」。「暗黑版」的故事是「若娃非常喜歡布萊絲娃娃，房間內擺了很多娃娃，她原本有個很要好的朋友，兩人因為母親而吵架，對方表示如果若娃能和大家一起去畢業旅行就原諒她，若娃為了達成約定便努力讀書，卻因為功課的壓力開始折斷自己心愛的娃娃，雖然她最後得到了好成績，但她的媽媽卻因為看的女兒的異狀而讓她吃安眠藥，致使她因為熟睡而無法參加畢業旅行。受到挫敗的若娃放棄了抵抗，成為母親的娃娃。」
由於這個故事缺乏奇幻或科幻成分，所以編劇群開始思考另一個版本，最先提出「反烏托邦」概念的是費工怡，眾人認為反烏托邦的背景可以把議題推到極致，但也必須花時間來建構世界觀，因此無法將焦點都放在親子關係上。夏康真說明，這個社會將孩子的成敗與母親的責任綁在一起，如果兒女的成績差，就表示母親的失敗。編劇將這個觀點推展到極致後，便誕生了劇中的背景設定，夏康真表示就結果而言，必須過動是五個故事裡最科幻的一部。費工怡提到改編過程中最困難的部分是寫對白，因為不能偏袒親子中的一方，因此要十分謹慎。

## 演員
必須過動中的母親角色楊鵑由葉全真飾演，楊鵑是一位有金質徽章的模範母親，喜怒不形於色，是五個故事中最可怕的母親。這是葉全真自2000年演出《輾轉紅蓮》後，再次擔綱公視戲劇的女主角。葉全真認為這個角色就長相方面非常適合自己，但個性截然不同，葉全真一開始不願意演出，陳慧翎花了近兩個月的時間才說服她參演，儘管不認同角色，但她對詮釋楊鵑一角仍是十分有自信。。
女兒角色楊若娃由童星二人組「大小姐」出身的吳兆絃飾演，大小姐在2009年出道，後來成員回歸學校生活、鮮少從事演藝活動，這是吳兆絃脫離童星生涯後的第一部戲，吳兆絃表示，由於自己家中的氣氛比較開明，因此對演出感到很有挑戰，但她也感謝導演給的機會，並期望未來能從戲劇中體會不同的人生。吳兆絃在演出之前受過多次表演課的訓練，但第一次拍攝時仍在同個鏡頭重拍了十餘次，因而遭到導演訓斥，讓她立即落淚。這次的經驗使她在往後的哭戲中更加進步，吳兆絃對此表示「能哭得好，全是導演逼的！」。
丁也恬飾演與楊鵑的立場南轅北轍的母親何玲娜，她對劇本讚譽有加，認為情節真實且一針見血，對能接演作品感到幸運。

## 劇情大綱
故事發生在一個女性負責生養兒女，男性負責工作的世界，也是個依照考試分數而分配住宅品質與工作的階級社會。楊鵑曾經教養出鑑定考滿級分的兒子若傑，並因此成為擁有金質勳章的模範母親，但若傑英年早逝，楊鵑因而領取了新胚胎，若娃因此誕生。
由於若娃的鑑定考成績會影響到勳章的亮度，更事關一家人能不能住在都市中心，而楊鵑寧死也不要搬到鴿子籠，為了給成績差的若娃警惕，楊鵑帶女兒參觀賤民區「鴿子籠」，為了避免這樣的結果，若娃表現出對課程的不耐，並反抗教師的管教，甚至在同學面前佯裝跳樓，目的是讓醫師將若娃確診為注意力不足過動症，藉此避開鑑定考。母親為了讓演出更加逼真，要若娃在全班面前割壞生日禮物，但她不願意這麼做。若娃的同學周啟正提點若娃，即使成績不如兄長，她依然是個很好的人，她希望自己可以維持原來的樣子，於是楊鵑同意女兒暫時不必裝病，並再給她一次機會。但儘管她虔心向學，成績也沒有起色，她在某日讀完書後遇見何玲娜。
何玲娜是前國家研究員何一先（張書豪飾）的母親，曾因為教育出何一先而獲頒金質獎章，但因何一先主張「讓天賦自由發展」這項異端邪說，遭到政府處死，何玲娜承接了兒子的遺志，她告訴若娃，當醫師開出確診證明後，她會被視為瑕疵胚胎並被送去銷毀，並表示當年被宣告車禍死亡的若傑，實際上是不堪楊鵑的壓力，被迫自殺。若娃找到當年撞死若傑的司機、住在鴿子籠的許方國（鄭有傑飾），許方國表示自己被楊鵑欺騙，並感嘆下層階級難以翻身。而當若娃向周啟正（林煥鈞飾）詢問被銷毀一事時，楊鵑透過校內的監視器得知此事後，找到周啟正的母親，要她不得讓兒子接近若娃，但周母不打算干涉兒子。若娃對未來感到恐懼，她向周家求助並找到何玲娜為首的地下教室，數十位孩子們在那裡無憂無慮地學習著生活中的一切，何玲娜的目的讓小孩至少免於被銷毀。若娃雖然在那裡開啟了對未來的想像，但也發現自己缺少天賦，她鼓起勇氣回家試圖證明自己的能力，但母親卻設計讓她一氧化碳中毒。在送醫後，若娃揭露了自己被迫必須過動，在哭喊之中遭到院方人員壓制，之後被確診為罹患妄想症並遭到銷毀。
楊鵑再度獲得胚胎，但她發現自己身在地下教室的入口，何玲娜譴責她害死若娃，並宣稱植入楊鵑體內的胚胎是工人的胚胎，若楊鵑不知悔改，她體內的孩子遲早會重蹈覆轍，但楊鵑可以利用影響力鼓吹讓天賦自由發展，她還指出正確的事不能依多數決決定。但楊鵑堅信以成績分配高低是正確的，並在返家後通報政府將地下組織殲滅，她認為，不應該對孩子放棄希望，而其方式就是要「愛自己」。
有部分關於楊鵑對若傑回憶片段沒有被剪入正式播出的版本裡，而是放在網路平台公視+上作為特輯。該片段敘述了原本想成為木工的若傑替楊鵑蓋了一棟木屋，但楊鵑認為做木工沒有出息，逼兒子放棄夢想，當楊鵑在若傑死後再度回到木屋，不禁潸然淚下。何玲娜奉勸楊鵑，應該發揮自己善於演講的天賦，而不是拿它來壓迫自己的孩子。

## 評價
必須過動在2018年金馬奇幻影展門票開賣後的2分鐘內完售世界首映場，臺北金馬影展執行委員會決定將該片和其他作品一同加映。金馬執委會執行長聞天祥在選片指南中盛讚葉全真的演出，他還提到必須過動在金馬影展官方Facebook粉絲專頁引起了熱烈討論，台灣的教育問題看來也確實出了很大的弊病。
作家黃以曦認為，由於必須過動採實景拍攝，雖然場景經過後製特效的修飾，但某些地標依然可以清晰辨別，這種熟悉感會削弱戲劇的虛構成分，讓觀眾思考或許必須過動並不是關於未來的警語，而是對當下教育現場的隱喻。黃以曦還指出，母親正是因為太愛女兒、希望女兒能擁有優渥的生活，內心反而出現恐懼，進而變得保守與偏狹，而這正是必須過動之所以成為悲劇的核心。一篇觀眾投書指出必須過動是五個故事中最赤裸、最清楚的呈現，因為劇中的孩子就像電子遊戲的角色一樣，必須按照特定的道路通過指定的關卡，否則將被視為瑕疵品並銷毀。
一則來自香港的評論認為必須過動無論是故事背景設定或整體觀感都勝過前面四個單元，雖然是在虛構的背景中，反映的卻又是現實中正在發生的事，是五個單元中唯一可以媲美《黑鏡》的篇章，更展現出「你的孩子不是你的孩子」這句話的真諦，不愧是最後的壓軸單元。